# Segunda División de España 1974-75
La temporada 1974–75 de la Segunda División de España de fútbol corresponde a la 44.ª edición del campeonato y se disputó entre el 8 de septiembre de 1974 y el 25 de mayo de 1975. Posteriormente se disputó la promoción de permanencia entre el 7 de junio y el 15 de junio.
El campeón de Segunda División fue el Real Oviedo CF.

## Sistema de competición
La Segunda División de España 1974/75 fue organizada por la Federación Española de Fútbol (RFEF).
El campeonato contó con la participación de 20 clubes y se disputó siguiendo un sistema de liga, de modo que todos los equipos se enfrentaron entre sí, todos contra todos en dos ocasiones -una en campo propio y otra en campo contrario- sumando un total de 38 jornadas. El orden de los encuentros se decidió por sorteo antes de empezar la competición.
Los tres primeros clasificados ascendieron directamente a Primera División.
Los cuatro últimos clasificados descendieron directamente a Tercera División, mientras que los cuatro equipos clasificados entre el decimotercero y el decimosexto lugar jugaron la promoción de permanencia ante los cuatro subcampeones de Tercera División.

## Clubes participantes
| Datos de ascensos y descensos con respecto a la temporada anterior |
| --- |
| CD Castellón, Racing de Santander y Real Oviedo CF descienden de Primera División. Real Betis, Hércules CF y UD Salamanca ascienden a Primera División. Atlético Osasuna, RC Deportivo de La Coruña, Levante UD y Linares CF descienden a Tercera División. Barcelona Atlético, Cultural Leonesa, Deportivo Alavés y RC Recreativo de Huelva ascienden a Segunda División. |

| Equipo                                     | Ciudad                 | Estadio                   |
| ------------------------------------------ | ---------------------- | ------------------------- |
| Baracaldo Club de Fútbol                   | Baracaldo              | Lasesarre                 |
| Barcelona Atlético                         | Barcelona              | Fabra y Coats             |
| Burgos Club de Fútbol                      | Burgos                 | El Plantío                |
| Cádiz Club de Fútbol                       | Cádiz                  | Ramón de Carranza         |
| Club Deportivo Castellón                   | Castellón de la Plana  | Castalia                  |
| Córdoba Club de Fútbol                     | Córdoba                | El Arcángel               |
| Cultural y Deportiva Leonesa               | León                   | Antonio Amilivia          |
| Deportivo Alavés                           | Vitoria                | Mendizorroza              |
| Club Gimnástico de Tarragona               | Tarragona              | José Luis Calderón        |
| Real Mallorca                              | Palma de Mallorca      | Luis Sitjar               |
| Club Deportivo Orense                      | Orense                 | José Antonio              |
| Real Oviedo Club de Fútbol                 | Oviedo                 | Carlos Tartiere           |
| Real Racing Club de Santander              | Santander              | El Sardinero              |
| Agrupación Deportiva Rayo Vallecano        | Madrid                 | Vallehermoso              |
| Real Club Recreativo de Huelva             | Huelva                 | Municipal                 |
| Centro de Deportes Sabadell Club de Fútbol | Sabadell               | Nova Creu Alta            |
| Club Deportivo San Andrés                  | Barcelona              | San Andrés                |
| Sevilla Club de Fútbol                     | Sevilla                | Ramón Sánchez-Pizjuán     |
| Club Deportivo Tenerife                    | Santa Cruz de Tenerife | Heliodoro Rodríguez López |
| Real Valladolid Deportivo                  | Valladolid             | José Zorrilla             |

## Clasificación y resultados

### Clasificación
| Pos. | Equipo                     | Pts. | PJ | G  | E  | P  | GF | GC | Dif. | Clasificación                     |
| ---- | -------------------------- | ---- | -- | -- | -- | -- | -- | -- | ---- | --------------------------------- |
| 1    | Real Oviedo C. F. (C, A)   | 52   | 38 | 18 | 16 | 4  | 52 | 29 | +23  | Ascenso a Primera División        |
| 2    | Racing de Santander (A)    | 52   | 38 | 21 | 10 | 7  | 49 | 34 | +15  | Ascenso a Primera División        |
| 3    | Sevilla C. F. (A)          | 51   | 38 | 22 | 7  | 9  | 58 | 27 | +31  | Ascenso a Primera División        |
| 4    | Córdoba C. F.              | 46   | 38 | 19 | 8  | 11 | 59 | 34 | +25  |                                   |
| 5    | Cádiz C. F.                | 43   | 38 | 18 | 7  | 13 | 54 | 43 | +11  |                                   |
| 6    | C. D. Castellón            | 42   | 38 | 17 | 8  | 13 | 48 | 39 | +9   |                                   |
| 7    | C. D. San Andrés           | 39   | 38 | 12 | 15 | 11 | 35 | 31 | +4   |                                   |
| 8    | A. D. Rayo Vallecano       | 38   | 38 | 16 | 6  | 16 | 47 | 47 | 0    |                                   |
| 9    | Burgos C. F.               | 38   | 38 | 14 | 10 | 14 | 54 | 46 | +8   |                                   |
| 10   | Barcelona Atlético         | 38   | 38 | 13 | 12 | 13 | 46 | 52 | −6   |                                   |
| 11   | Real Valladolid            | 36   | 38 | 12 | 12 | 14 | 48 | 45 | +3   |                                   |
| 12   | C. D. Tenerife             | 36   | 38 | 15 | 6  | 17 | 50 | 56 | −6   |                                   |
| 13   | Gimnástico de Tarragona    | 35   | 38 | 11 | 13 | 14 | 34 | 36 | −2   | Acceso a Promoción de permanencia |
| 14   | R. C. Recreativo de Huelva | 35   | 38 | 12 | 11 | 15 | 39 | 43 | −4   | Acceso a Promoción de permanencia |
| 15   | Baracaldo C. F. (D)        | 33   | 38 | 12 | 9  | 17 | 33 | 54 | −21  | Acceso a Promoción de permanencia |
| 16   | Deportivo Alavés           | 33   | 38 | 13 | 7  | 18 | 35 | 45 | −10  | Acceso a Promoción de permanencia |
| 17   | R. C. D. Mallorca (D)      | 33   | 38 | 12 | 9  | 17 | 42 | 56 | −14  | Descenso a Tercera División       |
| 18   | C. D. Orense (D)           | 32   | 38 | 9  | 14 | 15 | 30 | 44 | −14  | Descenso a Tercera División       |
| 19   | C. D. Sabadell C. F. (D)   | 26   | 38 | 8  | 10 | 20 | 54 | 69 | −15  | Descenso a Tercera División       |
| 20   | Cultural Leonesa (D)       | 22   | 38 | 6  | 10 | 22 | 31 | 68 | −37  | Descenso a Tercera División       |

 Fuente: BDFútbol
Criterios de clasificación: Puntos · Enfrentamientos directos · Diferencia de goles · Goles a favor · Play-off

### Resultados
| Local \ Visitante          | ALV | BAR | BAA | BUR | CAD | CAS | COR | CUL | GIM | MLL | ORE | OVI | RAC | RAY | REC | SAB | SAD | SEV | TEN | VLD |
| -------------------------- | --- | --- | --- | --- | --- | --- | --- | --- | --- | --- | --- | --- | --- | --- | --- | --- | --- | --- | --- | --- |
| Deportivo Alavés           | —   | 0–2 | 3–0 | 4–1 | 1–0 | 2–0 | 0–0 | 2–1 | 0–1 | 2–1 | 1–1 | 2–1 | 2–3 | 1–0 | 1–2 | 2–0 | 1–0 | 1–1 | 1–0 | 2–1 |
| Baracaldo C. F.            | 0–0 | —   | 0–0 | 0–1 | 2–1 | 1–1 | 2–0 | 0–0 | 2–2 | 2–0 | 2–0 | 0–0 | 2–2 | 3–2 | 1–0 | 2–1 | 0–0 | 1–0 | 4–1 | 1–0 |
| Barcelona Atlético         | 5–0 | 2–1 | —   | 2–2 | 2–2 | 2–2 | 1–0 | 1–0 | 0–0 | 3–0 | 3–0 | 1–1 | 0–0 | 2–0 | 2–1 | 3–2 | 0–0 | 1–0 | 1–1 | 1–3 |
| Burgos C. F.               | 1–0 | 3–0 | 1–0 | —   | 1–1 | 2–1 | 1–1 | 2–0 | 1–0 | 4–0 | 3–2 | 1–1 | 0–1 | 1–1 | 1–1 | 6–0 | 0–0 | 1–0 | 1–1 | 4–1 |
| Cádiz C. F.                | 4–0 | 3–0 | 2–1 | 2–0 | —   | 1–0 | 1–0 | 4–1 | 4–2 | 2–1 | 2–1 | 2–0 | 2–1 | 2–1 | 0–1 | 3–2 | 2–0 | 0–1 | 1–2 | 2–1 |
| C. D. Castellón            | 2–1 | 2–1 | 0–1 | 2–1 | 2–0 | —   | 1–0 | 2–0 | 0–0 | 4–0 | 4–1 | 1–2 | 1–1 | 1–0 | 0–1 | 3–1 | 2–1 | 1–0 | 1–0 | 1–1 |
| Córdoba C. F.              | 1–0 | 6–1 | 4–1 | 2–1 | 1–2 | 1–0 | —   | 3–0 | 2–0 | 5–0 | 1–0 | 2–0 | 3–0 | 3–1 | 3–0 | 3–1 | 0–0 | 2–1 | 3–0 | 0–0 |
| Cultural Leonesa           | 1–0 | 1–2 | 1–1 | 1–4 | 0–0 | 1–2 | 2–2 | —   | 3–1 | 2–0 | 0–0 | 1–1 | 0–1 | 2–3 | 0–0 | 3–1 | 0–0 | 1–1 | 3–1 | 2–1 |
| Gimnástico de Tarragona    | 2–1 | 1–0 | 2–0 | 2–1 | 1–1 | 0–1 | 0–2 | 1–1 | —   | 3–1 | 2–0 | 4–0 | 4–0 | 0–0 | 1–1 | 2–2 | 0–0 | 0–0 | 1–0 | 0–0 |
| R. C. D. Mallorca          | 0–1 | 1–0 | 1–2 | 1–0 | 1–0 | 2–2 | 1–1 | 1–0 | 2–0 | —   | 3–0 | 1–2 | 1–1 | 3–0 | 3–1 | 1–0 | 2–1 | 1–1 | 2–0 | 2–1 |
| C. D. Orense               | 0–0 | 0–0 | 1–1 | 2–0 | 0–0 | 1–1 | 0–1 | 1–0 | 1–0 | 4–2 | —   | 1–1 | 0–1 | 2–1 | 1–1 | 1–0 | 3–0 | 0–1 | 2–1 | 0–0 |
| Real Oviedo C. F.          | 1–0 | 1–0 | 1–0 | 2–2 | 1–1 | 1–0 | 3–1 | 5–1 | 2–0 | 1–0 | 0–0 | —   | 4–1 | 4–1 | 3–1 | 3–0 | 2–0 | 1–0 | 1–1 | 3–1 |
| Racing de Santander        | 3–1 | 3–1 | 2–1 | 2–0 | 3–1 | 1–0 | 0–0 | 2–0 | 2–0 | 1–1 | 1–0 | 0–0 | —   | 2–0 | 2–0 | 2–0 | 1–0 | 3–1 | 2–0 | 1–0 |
| A. D. Rayo Vallecano       | 2–0 | 1–0 | 4–1 | 2–1 | 2–0 | 2–0 | 1–0 | 2–1 | 1–0 | 1–1 | 0–1 | 0–1 | 2–0 | —   | 1–1 | 1–0 | 3–0 | 2–3 | 3–0 | 0–0 |
| R. C. Recreativo de Huelva | 1–1 | 1–0 | 1–0 | 0–0 | 2–3 | 1–2 | 1–0 | 7–0 | 0–0 | 2–1 | 0–0 | 1–1 | 0–0 | 0–1 | —   | 2–1 | 1–0 | 1–3 | 1–0 | 3–0 |
| C. D. Sabadell C. F.       | 1–1 | 5–0 | 2–3 | 2–3 | 1–1 | 3–4 | 1–1 | 4–1 | 1–0 | 1–1 | 4–1 | 1–1 | 2–2 | 4–1 | 2–1 | —   | 0–0 | 1–1 | 4–1 | 2–0 |
| C. D. San Andrés           | 1–0 | 3–0 | 2–0 | 1–0 | 3–2 | 0–0 | 5–1 | 3–1 | 1–2 | 0–0 | 1–1 | 0–0 | 0–0 | 3–2 | 1–0 | 1–1 | —   | 0–0 | 2–1 | 2–1 |
| Sevilla C. F.              | 1–0 | 2–0 | 7–1 | 2–1 | 1–0 | 1–0 | 1–2 | 1–0 | 1–0 | 2–1 | 2–0 | 1–1 | 2–0 | 3–0 | 2–0 | 2–0 | 1–0 | —   | 5–0 | 5–0 |
| C. D. Tenerife             | 2–1 | 3–0 | 2–0 | 2–0 | 1–0 | 3–2 | 4–2 | 3–0 | 2–0 | 2–1 | 2–0 | 0–0 | 1–2 | 1–1 | 4–2 | 2–0 | 1–4 | 3–0 | —   | 1–1 |
| Real Valladolid            | 2–0 | 5–0 | 1–1 | 4–2 | 3–0 | 2–0 | 1–0 | 3–0 | 0–0 | 2–2 | 2–2 | 0–0 | 2–0 | 0–2 | 2–0 | 4–1 | 0–0 | 1–2 | 2–1 | —   |

## Goleadores
| Puesto | Jugador          | Club                | Goles |
| ------ | ---------------- | ------------------- | ----- |
| 1      | José Juan Cioffi | Castellón           | 22    |
| 2      | Marianín         | Oviedo              | 20    |
| 3      | Antonio Burguete | Córdoba             | 19    |
| 4      | Manolo Álvarez   | Valladolid          | 18    |
| 5      | Aitor Aguirre    | Racing de Santander | 17    |
| 6      | Antonio Morón    | Recreativo          | 16    |
| 7      | Machicha         | Burgos              | 15    |
| 8      | Biri Biri        | Sevilla             | 14    |
| 9      | Ángel Ferreira   | Tenerife            | 12    |
| 10     | Rafael Martínez  | Córdoba             | 11    |
| 10     | Jesús Landáburu  | Valladolid          | 11    |
| 10     | Ramón Lis        | Sabadell            | 11    |

## Promoción de permanencia
En la promoción de permanencia jugaron Gimnástico de Tarragona, RC Recreativo de Huelva, Baracaldo CF y Deportivo Alavés, que se enfrentaron a los equipos de Tercera División CD Ensidesa, Getafe Deportivo, Levante UD y Atlético Marbella.
La promoción se jugó a doble partido a ida y vuelta con los siguientes resultados:
| 7 de junio de 1975 | Baracaldo CF  | 1:2     | CD Ensidesa        | Estadio de Lasesarre, Baracaldo                            |                                                            |
|                    | Arechalde 44' | Reporte | Oteca 48' Raya 53' | Asistencia: ??? espectadores Árbitro(s): Carreño Arquimbau | Asistencia: ??? espectadores Árbitro(s): Carreño Arquimbau |

| 15 de junio de 1975 | CD Ensidesa | 3:1 | Baracaldo CF |                              |  |
|                     |             |     |              | Asistencia: ??? espectadores |  |

- El CD Ensidesa asciende a Segunda división.
- El Baracaldo CF desciende a Tercera división.

| 8 de junio de 1975 | Getafe Deportivo | 1:1     | RC Recreativo de Huelva | Campo municipal de Las Margaritas, Getafe                  |                                                            |
|                    | Salazar          | Reporte | Morón 75'               | Asistencia: ??? espectadores Árbitro(s): Borrás del Barrio | Asistencia: ??? espectadores Árbitro(s): Borrás del Barrio |

| 15 de junio de 1975 | RC Recreativo de Huelva               | 3:0     | Getafe Deportivo | Estadio Municipal, Huelva                               |                                                         |
|                     | Carrascosa 6' Jeromo 42' Coradino 33' | Reporte |                  | Asistencia: ??? espectadores Árbitro(s): López Cuadrado | Asistencia: ??? espectadores Árbitro(s): López Cuadrado |

- El RC Recreativo de Huelva permanece en Segunda división.

| 8 de junio de 1975 | Levante UD   | 1:1     | Deportivo Alavés | Nuevo Estadio, Valencia                                   |                                                           |
|                    | Cassasas 80' | Reporte | Pana 84'         | Asistencia: 30.000 espectadores Árbitro(s): Sánchez Pueyo | Asistencia: 30.000 espectadores Árbitro(s): Sánchez Pueyo |

| 15 de junio de 1975 | Deportivo Alavés | 1:0     | Levante UD | Estadio de Mendizorroza, Vitoria                         |                                                          |
|                     | Aramburu         | Reporte |            | Asistencia: ??? espectadores Árbitro(s): Giménez Sánchez | Asistencia: ??? espectadores Árbitro(s): Giménez Sánchez |

- El Deportivo Alavés permanece en Segunda división.

| 8 de junio de 1975, 17:30 | Gimnástico de Tarragona            | 3:1     | Atlético Marbella | Complejo polideportivo, Tarragona                        |                                                          |
|                           | Cáceres 13' Cáceres 18' Prieto 54' | Reporte | Gallego 44'       | Asistencia: ??? espectadores Árbitro(s): Soriano Aladrén | Asistencia: ??? espectadores Árbitro(s): Soriano Aladrén |

| 15 de junio de 1975 | Atlético Marbella | 0:0     | Gimnástico de Tarragona | Estadio Municipal de Marbella, Marbella                   |                                                           |
|                     |                   | Reporte |                         | Asistencia: ??? espectadores Árbitro(s): Sánchez Herminio | Asistencia: ??? espectadores Árbitro(s): Sánchez Herminio |

- El Gimnástico de Tarragona permanece en Segunda división.

## Resumen
Campeón de Segunda División:
| - Real Oviedo Club de Fútbol |

Ascienden a Primera División:
| - Real Oviedo Club de Fútbol | - Real Racing Club de Santander | - Sevilla Club de Fútbol |

Descienden a Tercera División: 
| - Baracaldo Club de Fútbol - Real Mallorca - Club Deportivo Orense - Centro de Deportes Sabadell Club de Fútbol - Cultural y Deportiva Leonesa |